# Scelotes arenicolus
Scelotes arenicolus är en ödleart som beskrevs av  Peters 1854. Scelotes arenicolus ingår i släktet Scelotes och familjen skinkar.

## Underarter
Arten delas in i följande underarter:
- S. a. insularis
- S. a. arenicola